# Термаїкос

Затока Термаїкос (Thermaikos Gulf)

Термаїко́с або Солунська затока (грец. Θερμαϊκός κόλπος, болг. і мак. Солунски залив) — затока Егейського моря розташована на південь від міста Салоніки, біля берегів Греції, між материком і півостровом Халкідіки. З півночі оточена Салонікською рівниною. Довжина 160 км, ширина 5 км (біля входу близько 90 км), глибина в середній частині до 80 м. Припливи подобові (до 0,5 м).
Назву затока набула на честь стародавнього міста Ферма (грец. Θερμα), яке було розташоване вздовж узбережжя. Ферма було пізніше перейменовано на Салоніки.
У межах затоки діють порти, найбільший з яких Салоніки та ще дванадцять менших портів. У затоку впадають річки Вардар, Пін'ос.
| Греція | Це незавершена стаття з географії Греції. Ви можете допомогти проєкту, виправивши або дописавши її. |